# Endocèrvix

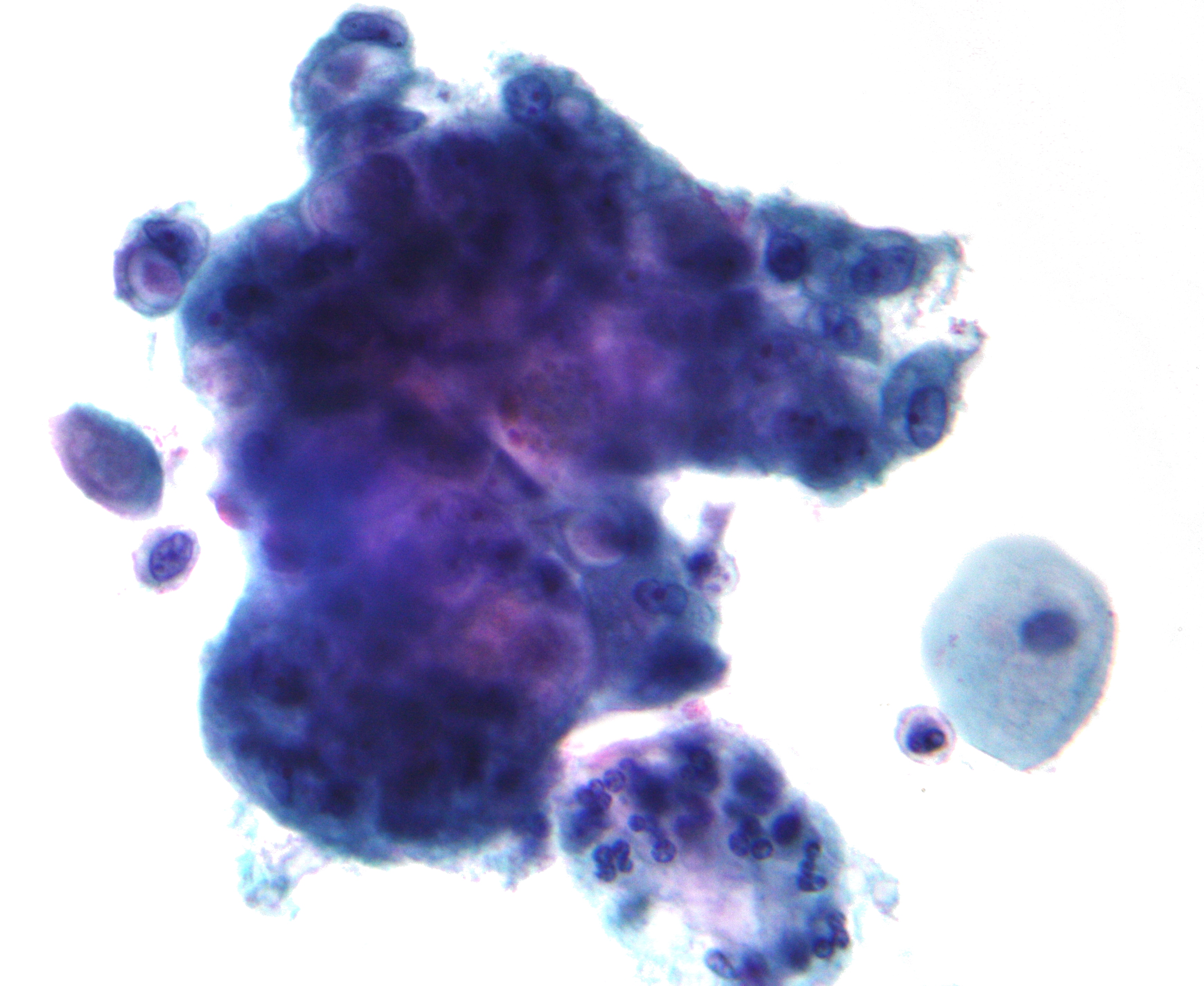
Micrografia d'un adenocarcinoma que va sorgir de la mucosa endocervical. Papanicolau.

L' endocèrvix  és la porció del coll uterí que es troba immediatament després de l'orifici cervical extern. Està constituït per un epiteli cilíndric secretor de moc, formant una capa de cèl·lules úniques.
És difícil de visualitzar, el seu aspecte és vermellós. Aquest epiteli revesteix tot el canal endocervical, fins a arribar a l'orifici cervical intern, on es fusiona amb l'epiteli glandular endometrial en la porció inferior del cos uterí.

## Patologia
La mucosa endocervical és un lloc en el qual pot sorgir adenocarcinoma. El tipus d'adenocarcinoma endocervical, com el càncer cervical (carcinoma de cèl·lules escamoses), que sovint sorgeix a l'Entorn de la infecció del virus del papil·loma humà